# Mittelpunktsregel

Mittelpunktsregel

Tangenten-Trapezregel

Die Mittelpunktsregel (auch: Rechteckregel oder Tangenten-Trapezregel) ist ein numerisches Verfahren zur näherungsweisen Berechnung von Integralen (Numerische Quadratur).
Sie beruht auf der fortlaufenden Summation eng benachbarter Mittelwerte der zu integrierenden Funktion.

## Beschreibung

### Boxregel
Bei der linksseitigen (Linke-Box-Regel) bzw. rechtsseitigen Boxregel (Rechte-Box-Regel) wird die Intervalllänge {\displaystyle (b-a)} mit dem Funktionswert der zu integrierenden Funktion am linken bzw. rechten Randpunkt multipliziert:
{\displaystyle \int \limits _{a}^{b}f(x)\,dx\approx (b-a)\cdot f(a)\quad {\text{resp.}}\quad \int \limits _{a}^{b}f(x)\,dx\approx (b-a)\cdot f(b)}.
Die Boxregel spielt eine wichtige Rolle bei der Herleitung des Riemann-Integrals. Die linksseitige Boxregel entspricht den Untersummen und die rechtsseitige Boxregel stimmt mit den Obersummen überein. Ferner ist sie mit dem einseitigen Differenzenquotienten vergleichbar.
Die Boxregel ist exakt für Polynomfunktionen von Grad höchstens 0 (also für konstante Funktionen) und damit von Ordnung 1.

### Mittelpunktsregel
Man nimmt dabei den Mittelpunkt {\displaystyle (a+b)/2} des Intervalls {\displaystyle [a,b]} und multipliziert die Intervallbreite {\displaystyle (b-a)} mit dem Funktionswert des Integranden an dieser Stelle, um einen Näherungswert des Integrals zu erhalten:
{\displaystyle \int \limits _{a}^{b}f(x)\,dx\approx (b-a)\cdot f\!\left({\frac {a+b}{2}}\right)}.
Dreht man im oben stehenden Bild der Mittelpunktsregel die horizontale Gerade im Punkt {\displaystyle (c,f(c))} gegen den Uhrzeigersinn, so erhält man die Tangente für den Punkt {\displaystyle (c,f(c))}. Es ergibt sich das Bild der Tangenten-Trapezregel. Da das so erhaltene Trapez den gleichen Flächeninhalt wie das Rechteck besitzt, sind somit die Mittelpunktsregel und die Tangenten-Trapezregel nur verschiedene geometrische Deutungen der gleichen Quadraturformel.
Die Mittelpunktsregel ist exakt für Polynomfunktionen von Grad höchstens 1 (d. h. für affin-lineare Funktionen) und folglich von Ordnung 2.
Für konkave Funktionen liefert die Tangententrapezformel eine bessere Näherung als die Sehnentrapezformel.
Grafisch veranschaulicht bedeutet dies, dass die nicht ausgeschöpfte gelbe Fläche oberhalb des Funktionsgraphen bei der Tangententrapezformel kleiner ist als die nicht ausgeschöpfte gelbe Fläche unterhalb des Funktionsgraphen bei der Sehnentrapezformel.
Bei der zusammengesetzten Mittelpunktsregel oder der zusammengesetzten Tangenten-Trapezformel wird nun das Intervall {\displaystyle [a,b]} in {\displaystyle n} äquidistante Teilintervalle der Breite {\displaystyle h=(b-a)/n} aufgeteilt. Anschließend führt man die Mittelpunktsregel für jedes der Teilintervalle aus und summiert die Flächen auf. Dies führt zur Gleichung:
{\displaystyle \int \limits _{a}^{b}f(x)\,dx\approx h\cdot \sum _{k=1}^{n}f\!\left(a-{\frac {h}{2}}+k\cdot h\right)}.

## Beispiel
Es sei eine Funktion {\displaystyle f\colon \mathbb {R} _{>0}\to \mathbb {R} ,\ x\mapsto \ln(x)} (der natürliche Logarithmus) im Intervall {\displaystyle [2,6]} zu integrieren. Dazu wäre die Berechnung des Integrals {\displaystyle \int \limits _{2}^{6}f(x)\,dx=\int \limits _{2}^{6}\ln(x)\,dx} nötig. Die allgemeine Lösung ist:
{\displaystyle \int \limits \ln(x)\,dx=x\ln(x)-x+C}.
Demnach ist {\displaystyle \int \limits _{2}^{6}f(x)\,dx=5{,}3642\ldots }
Bei der Nutzung der zusammengesetzten Mittelpunktsregel mit vier Teilintervallen ergibt sich Folgendes:
1. Zerlegung des Intervalls {\displaystyle [2,6]} in vier Teilintervalle: {\displaystyle [2,3],[3,4],[4,5]} und {\displaystyle [5,6]} mit den Intervallmitten 2,5, 3,5, 4,5 und 5,5.
2. Berechnung von: {\displaystyle {\begin{aligned}{\frac {6-2}{4}}\cdot (f(2{,}5)+f(3{,}5)+f(4{,}5)+f(5{,}5))&={\frac {4}{4}}(\ln(2{,}5)+\ln(3{,}5)+\ln(4{,}5)+\ln(5{,}5))\\&\approx 0{,}9163+1{,}2528+1{,}5041+1{,}7047=5{,}3779.\end{aligned}}}
3. Es gilt also {\displaystyle \int \limits _{2}^{6}f(x)\,dx\approx 5{,}3779}.